# Ulfberht

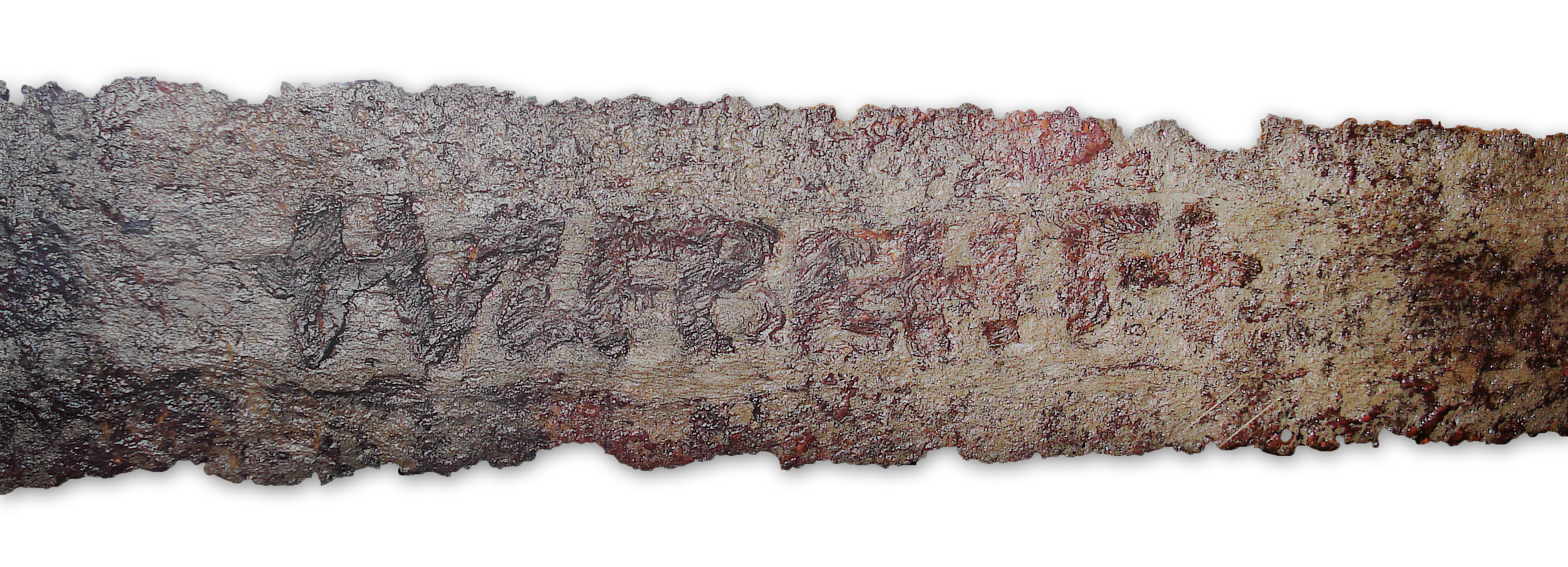
Inscriptie van een imitatie Ulfberht (let op de spelling)

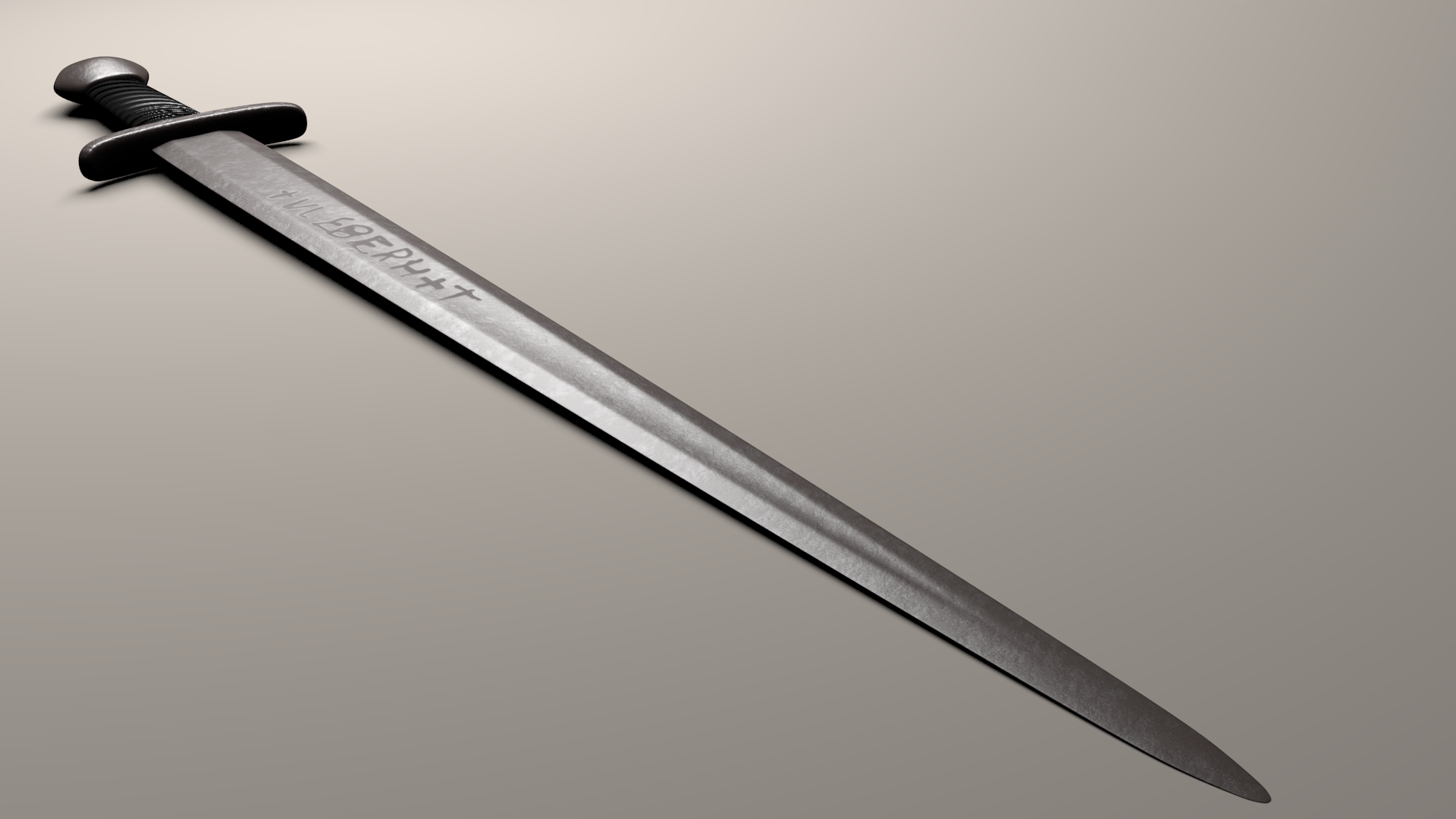
Reconstructie van een Ulfberht

Ulfberht is de aanduiding van een type zwaarden, dat door Vikingen (800 - 1050) werd gebruikt. De kwaliteit van het staal bleef tot na de industriële revolutie (1750 - 1900) ongeëvenaard in Europa. Het was zeer zuiver met een laag gehalte aan zwavel en fosfor en tot 1,1% koolstof. Het was gesmeed, afgeschrikt in water en getemperd voor hoge hardheid. Daardoor kon het door maliënkolders heen steken, die van een lagere kwaliteit staal waren.
Vermoedelijk is het staal voor de zwaarden uit Midden-Azië ingevoerd en door de reislustige Vikingen vandaar naar Scandinavië gebracht. De Ulfberht zwaarden zouden in het Rijnland gesmeed zijn. Ze waren licht hanteerbaar, flexibel, sterk en puntiger dan vergelijkbare zwaarden uit die tijd. Ze waren zowel beroemd als kostbaar. Ook uit die tijd, zijn veel imitatiezwaarden gevonden, vaak met een andere spelling van de merknaam. Wetenschappers zijn van mening dat alleen de zwaarden met de spelling +VLFBERH+T (let op "+T" i.p.v. "T+") van de befaamde hoge kwaliteit zijn. Deze naam was met losse stalen gesmede letters ingelegd in het zwaard.
Het zwaard is ongeveer 91 cm lang en weegt 1,2 kg.